# Giovanni Bianchi (calciatore)
Giovanni Bianchi (San Michele Extra, 9 febbraio 1912 – ...) è stato un calciatore italiano, di ruolo centrocampista.
Era fratello del calciatore Carlo Bianchi o Bianchi II, e per questo era conosciuto come Bianchi I.

## Carriera
Giocò con il Padova il campionato di Serie A 1933-1934. La stagione successiva passò al Verona dove giocò dal 1934 al 1939 cinque stagioni totalizzando 108 presenze e 26 gol.